# Natsumi Abe
Natsumi Abe (安倍なつみ, Abe Natsumi, nascimento 10 de agosto de 1981 em Muroran, Hokkaido, Japão) foi um dos cinco membros originais do Morning Musume em 1997. Graduou do Morning Musume em 2004, e tornou-se solista na Hello! Project nesse ano. Em 31 de março de 2009, Abe graduou da Hello! Project com o resto do Clube Velho. Ela é agora uma solista assinada com Up-Front Agency. Sua irmã mais nova, Abe Asami, é também uma cantora de J-pop.

## Biografia
Natsumi Abe é um dos cinco membros originais do Morning Musume. Ela muitas vezes assumiu a liderança nas canções, de vez em quando como vocal principal das metades das músicas com as outras meninas atuando como cantores. Em 2004, ela formou o grupo para seguir carreira solo.
Em 2003, Abe em parceria com Yosumi Keiko, um ex-membro da Rokusenmon, como a chamada "mãe e filha" duo e lançou um single para prepará-la para os esforços de seu solo. Até à data, ela já lançou dois álbuns, um mini-álbum e dez singles solo.
No final de 2004, ela foi temporariamente suspensa por plágio, mas com o início de 2005, ela está novamente gravando e se apresentando. A canção que já foi gravada e deve ser lançada como single foi "Nariyamai Tambourine", que nunca foi lançado publicamente porque Abe foi suspensa. A canção foi lançada apenas em 2008, Melhor álbum de Abe como uma nova pista.
Abe tem participado em muitos Hello! Project shuffle unidades e subgrupos, a última sendo Morning Musume Tanjou 10nen Kinentai.
Em 16 de novembro de 2007, foi anunciado que Abe estaria colaborando com um membro das ºC-ute Yajima Maimi. Elas lançaram o single 16sai no Koi Nante em 16 de janeiro de 2008. Será o primeiro single da Hello! Project de 2008.

## Hello! Project Grupos
- - Morning Musume (1997 - 2004)
  - Kiiro 5 (2000)
  - 10nin Matsuri (2001)
  - Odoru 11 (2002)
  - Morning Musume Sakuragumi (2003 - 2004)
  - SALT5 (2003)
  - Nochiura Natsumi (2004 - 2005)
  - H.P. All Stars (2004)
  - DEF.DIVA (2005 - 2006)
  - Morning Musume Tanjou 10nen Kinentai (2007)

### Especial Grupos
- - Afternoon Musume (2010)

## Discografia

### Albums
- [2004.02.04] Hitoribocchi (一人ぼっち)
- [2006.03.29] 2nd ~Shimiwataru Omoi~ (2nd ～染みわたる想い～)

### Mini-Albums
- [2007.03.14] 25 ~Vingt-Cinq~ (25 ～ヴァンサンク～)

### Best-Of Albums
- [2008.12.10] Abe Natsumi ~Best Selection~ 15 Shoku no Nigaoe Tachi (安倍なつみ 〜Best Selection〜 15色の似顔絵たち)

### Outros Albums
- [2006.11.18] Musical "Hakujaden ~White Lovers~" Song Selection (ミュージカル「白蛇伝 ～White Lovers～」ソング・セレクション) (musical album)

### Singles
- [2003.05.01] Haha to Musume no Duet Song (with Yosumi Keiko) (母と娘のデュエットソング)
- [2003.08.13] 22sai no Watashi (２２歳の私)
- [2003.11.19] Mirakururun Grand Purin! / Pi~hyara Kouta (as Purin-chan with Minihamus) (ミラクルルン グランプリン！/ピ〜ヒャラ小唄)
- [2004.06.02] Datte Ikitekanakucha (だって 生きてかなくちゃ)
- [2004.08.11] Koi no Telephone GOAL (恋のテレフォン GOAL)
- [2005.04.19] Yume Naraba (夢ならば)
- [2005.08.31] Koi no Hana (恋の花)
- [2005.11.30] Takaramono (as Sen) (たからもの)
- [2006.04.12] Sweet Holic (スイートホリック)
- [2006.06.28] The Stress (ザ・ストレス)
- [2006.10.04] Amasugita Kajitsu (甘すぎた果実)
- [2007.05.09] Too far away ~Onna no Kokoro~ (Too far away ～女のこころ～)
- [2007.10.24] Iki wo Kasanemashou (息を重ねましょう)
- [2008.01.16] 16sai no Koi Nante (with Yajima Maimi) (16歳の恋なんて)
- [2008.12.03] Screen (スクリーン)
- [2010.09.15] Ameagari no Niji no you ni (雨上がりの虹のように)

### Concertos em DVD
- [2004.10.27] 安倍なつみファーストコンサートツアー2004 ～あなた色～ (Abe Natsumi First Concert Tour 2004 ~Anata Iro~)
- [2006.01.25] 安倍なつみコンサートツアー2005秋 ～24カラット～ (Abe Natsumi Concert Tour 2005 Aki ~24 Carat~)
- [2006.08.23] 安倍なつみコンサートツアー2006春 ～おとめちっくBａｎｋ～ (Abe Natsumi Concert Tour 2006 Haru ~Otomechikku Bank~)
- [2006.12.27] NATSUMI ABE ACOUSTIC LIVE at Shibuya O-EAST
- [2007.07.11] 安倍なつみコンサートツアー２００７春　２５～ヴァンサンク～ (Abe Natsumi Concert Tour 2007 Haru ~25 Vingt-Cinq~)
- [2008.02.06] 安倍なつみ Special Live 2007秋 ～Acousticなっち～ (Abe Natsumi Special Live 2007 Aki ~Acoustic Nacchi~)
- [2008.11.05] 安倍なつみ Birthday Special Concert (Abe Natsumi Birthday Special Concert)
- [2009.01.28] 安倍なつみコンサートツアー2008秋 ～Angelic～ (Abe Natsumi Concert Tour 2008 Aki ~Angelic~)
- [2009.11.11] 安倍なつみ Summer Live Tour 2009～やっぱりスニーカーがすき！～Tour FINAL “新たな誓い” (Abe Natsumi Summer Live Tour 2009 ~Yappari Sneaker ga Suki~)

### Outros DVD
- [2004.05.19] ミュージカル「おかえり」 (Musical Okaeri)
- [2004.07.28] 安倍なつみ ~モーニング娘。卒業メモリアル~ (Abe Natsumi ~Morning Musume Sotsugyou Memorial~)
- [2005.11.02] アロハロ! 安倍なつみ DVD (Alohalo! Abe Natsumi DVD)
- [2006.03.01] たからもの Takaramono (drama featuring Abe Natsumi and Murakami Megumi)
- [2006.12.20] 安倍なつみ シングルVクリップス① (Abe Natsumi SingleV Clips 1)
- [2007.03.28] アロハロ！2 安倍なつみ DVD (Alohalo! 2 Abe Natsumi DVD)
- [2007.12.19] 劇団シニアグラフィティ 昭和歌謡シアター『FAR AWAY』 (Gekidan Senior Graffiti Showa Kayo Theater - Far Away)
- [2010.11.03] 夏　海 (Natsu Umi)

## Photobooks
- [1999.12.??] ナッチ (Nacchi)
- [2001.11.01] なつみ (Natsumi)
- [2003.09.??] ポケットモーニング娘。〈Vol.2〉 (Pocket Morning Musume. (Volume 2)) (With Yaguchi Mari, Goto Maki, Iida Kaori)
- [2004.02.24] 出逢い (Deai; Meeting)
- [2005.05.26] ふう (Fuu)
- [2005.10.02] アロハロ!安倍なつみ (Alo Hello! Abe Natsumi)
- [2006.06.09] エクリュ (écru
- [2007.03.28] sCene
- [2007.11.25] カム オン (Cam On)
- [2008.08.26] End of Summer
- [2010.10.30] 夏・美 (Natsu・mi)

### Concerto
- [2004.09.28] 安倍なつみin Hello! Project 2004 Summer (Abe Natsumi in Hello! Project 2004 Summer) amazon.co.jp
- [2005.07.06] 後浦なつみライブ「TRIANGLE ENERGY」 (Nochiura Natsumi Live "TRIANGLE ENERGY") (With Nochiura Natsumi) amazon.co.jp
- [2005.10.25] 安倍なつみ+ベリーズ工房Hello!Project2005夏の歌謡ショー―05’セレクション!コレクション! (Abe Natsumi + Berryz Koubou Hello! Project 2005 Natsu no Kayou Show '05 Selection! Collection!) (With Berryz Koubou) amazon.co.jp
- [2006.04.07] 安倍なつみ&美勇伝in Hello! Project 2006 Winter (Abe Natsumi & v-u-den in Hello! Project 2006 Winter) (With v-u-den) amazon.co.jp

### Ensaio Livros
- [2003.04.02] ALBUM―1998‐2003 amazon.co.jp
- [2003.08.10] せんせいのどうようきょうしついっしょにうたおう!―クイズつき童謡全集 (Sensei no Douyouki Ushitsuisshoniutaou! Kuizu Tsuki Douyou Zenshuu) amazon.co.jp
- [2003.09.01] 22歳のなっち (22 Sai no Nacchi) amazon.co.jp
- [2003.10.01] Natsumi Abe Believe (安倍なつみBelieve) amazon.co.jp
- [2004.05.21] 安倍なつみフォト&エッセイ 陽光（ひかり） (Abe Natsumi Photo & Essay Youkou (Hikari)) amazon.co.jp

## Outros Trabalhos

### Filmes
- [2000] ピンチランナー (Pinch Runner)
- [2002] とっかえっ娘。 (Tokkaekko)
- [2003] 子犬ダンの物語 (Koinu Dan no Monogatari)

### Novelas
- [2001] 向井荒太の動物日記～愛犬ロシナンテの災難～ (Mutai Arata no Doubutsu Nikki ~Aiken Rosinante no Sainan~)
- [2001] 最後の夏休み (Saigo no Natsuyasumi)
- [2002] 時をかける少女 (Toki wo Kakeru Shoujo)
- [2002] ナースマン (Nurseman)
- [2002] 新春ワイド時代劇 壬生義士伝～新撰組 (Shinshun Wide Jidaigeki Mibugishiden~Shinsengumi)
- [2002] 三毛猫ホームズの犯罪学講座 (Mikeneko Holmes no Hansaigaku Kouza)
- [2003] ラストプレセント (LAST PRESENT)
- [2004] 仔犬のワルツ　(Koinu no Waltz)
- [2005] たからもの (Takaramono)
- [2006] プリズン・ガール (Prison Girl)
- [2006] ザ・ヒットパレード～芸能界を変えた男・渡辺晋物語～ (The Hit Parade ~Geinoukai wo Kaeta Otoko, Watanabe Shin Monogatari)
- [2006] 婚約者からの遺書～特攻隊員に捧げた60年愛～ (Konyakusha Kara no Isho ~Tokoutain ni Sasageta 60nen Ai~)
- [2007] 夏雲あがれ (Natsugumo Agare)

### Musicais
- [2004] おかえり。(Okaeri.)
- [2006] リボンの騎士ザ・ミュージカル (Ribbon no Kishi: The Musical)
- [2006] 白蛇伝 (Hakujaden)
- [2007] 劇団シニアグラフィティ 昭和歌謡シアター『FAR AWAY』 (Gekidan Senior Graffiti Shouwa Kayou Shiataa "FAR AWAY")
- [2010.12.22-27] 安倍内閣 (Abe Naikaku)
- [2011.07.06-31] 嵐が丘 (Wuthering Heights) (as Catherine)

### Rádio
- [1999-2000] 安倍なつみのスーパーモーニングライダー (Abe Natsumi no Super Morning Rider)
- [2001-2003] エアモニ。 (Airmoni.)
- [2005] TBC FUNふぃーるど・モーレツモーダッシュ (TBC FUN Field Moretsu Moodush)
- [2008-2009] インターFM 「FIVE　STARS」 (InterFM "FIVE STARS") (on Mondays)
- [2009-] bayfm FRIDAY NIGHT MEETING 安倍なつみ「あなたに会えたら」 (Anata ni Aetara)